# Юхмачи
Юхмачи (тат. Юхмачы) — село в Алькеевском районе Республики Татарстан Российской Федерации. Административный центр Юхмачинского сельского поселения. С 1944 по 1956 гг. являлось райцентром Юхмачинского района (упразднён). До упразднения уездно-губернского деления волостной центр Юхмачинской волости Спасского уезда Казанской губернии.
В первой четверти XX века численность населения превышала 1,5 тысячи человек. Население (2010) — 771 человек. 
Малая родина Героя Советского Союза А.П. Чулкова (1908—1942).

## Название
Ойконим, согласно местным источникам, происходит от чувашского слова Юхмась, что означает «не течёт».
В начале XIX века деревню называли Успенское по церкви. В середине XIX века вернулось название Юхмачи.

## География
Расположено на юге района (и республики), на левом берегу реки Юхмачка у места её впадения в Малый Черемшан. Находится в 31 км к югу от села Базарные Матаки (райцентр), в 135 км от Казани и в 50 км к северо-востоку от Димитровграда.  В 1 км к юго-востоку находится село Нижнее Альмурзино, к нему от Юхмачи тянется канал, по которому направлена река Юхмачка.
Климат умеренно континентальный. Средняя температура июля +20,9, февраля −10,4, среднегодовая +4,7.

## История
Известно с 1698 года. Основным населением были чуваши. В XVII веке Юхмачи становится русской деревней. В селе была построена церковь и открыта на день святого Успения.
Жители занимались земледелием, разведением скота, тележным и бондарным промыслами. В начале XX века в селе функционировали Успенская церковь, земская школа (открыта в 1877), фельдшерский пункт, 4 мельницы, 3 кузницы, маслобойня, 2 пивные, 1 винная и 6 мелочных лавок; базар по четвергам, ярмарка 14 сентября. 

### Административно-территориальная принадлежность
До 1920 село являлось центром Юхмачинской волости Спасского уезда Казанской губернии, с 1920 — в составе Спасского кантона ТатАССР. Вошло в состав Алькеевского района со дня его образования (10 августа 1930 года). 10 февраля 1935 года село передано в новообразованный Кузнечихинский район. С 19 февраля 1944 года  село — райцентр новообразованного Юхмачинского района. После упразднения района (7 декабря 1956 года) село вновь передано в Кузнечихинский район, а после его упразднения (28 октября 1960 года) — в Алькеевский район. В период с 1 февраля 1963 года по 11 января 1965 года входило в Куйбышевский (ныне Спасский) район.

## Население
Население (2010) — 771 человек (русские — ок. 54 %, татары — ок. 33 %, чуваши — 9 %)

## Инфраструктура
Личное подсобное хозяйство с зоной сельскохозяйственного использования, индивидуальная застройка усадебного типа.
Основа экономики — сельское хозяйство.
В селе действуют средняя общеобразовательная школа, библиотека, дом культуры, участковая больница, детский сад, дом-интернат для престарелых и инвалидов, лесхоз, отделения «Сбербанка», «Почты России», магазины (продукты, запчасти), пекарня, сельхозпредприятия, пилорама, автозаправочная станция

## Транспорт
Через село проходит автодорога Казань — Самара (16К-0191), на запад от села отходит тупиковая дорога к деревне Татарские Шибаши.